# 石廣生
石广生 （1939年9月—），河北省昌黎人；北京外贸学院（现对外经济贸易大学）对外经济贸易系法语专业毕业；高级经济师。1965年7月加入中国共产党；曾任对外贸易经济合作部部长，第十届全国人大常委会委员、财政经济委员会副主任委员。

## 简历
1965年8月，石广生大学毕业后，就被分配到对外贸易部门工作。他先是被派到中国驻马里使馆商务处工作。“文革”期间，1970年5月至1972年4月，石广生受到冲击，并被“下放”到外贸部在小汤山的五七干校参加劳动。1972年，恢复工作后，他就又被派到中国驻比利时使馆商务处工作。1974年回国后，石广生调入中国五金矿产进出口总公司工作，历任科员、副处长、副总经理等职。1986年10月，石广生进入经贸部，出任驻上海特派员办事处特派员；后历任对外经济贸易部进出口司司长，部长助理，中国政通教育校长，对外贸易经济合作部副部长等职。1998年3月，石广生接替吴仪，出任对外贸易经济合作部的部长。2001年11月11日，石广生代表中华人民共和国政府，在加入世界贸易组织的议定书上签字；从而标志着中国正式加入世贸组织。
2003年3月，全国人大通过议案，决定在对外贸易经济合作部和原国家经济贸易委员会的基础上组建商务部。而石广生，因为年龄的原因，也被宣布退休；但同时被安排为第十届全国人大常委会的委员。同年10月，石广生又出任新成立的中外企业信用联盟的理事长。